# Zyginama panamensis
Zyginama panamensis är en insektsart som beskrevs av Dietrich och Dmitry A. Dmitriev 2008. Zyginama panamensis ingår i släktet Zyginama och familjen dvärgstritar. Inga underarter finns listade i Catalogue of Life.